# Blazing Star
Blazing Star (ブレイジングスター) est un jeu vidéo de type shoot 'em up développé par Yumekobo et édité par SNK en 1998 sur Neo-Geo MVS et Neo-Geo AES (NGM / NGH 239),,. Le jeu Pulstar est un préquelle de Blazing Star.

## Dans la culture populaire
Quand vous avez perdu dans le jeu s'affiche sur l'écran "You fail it! Your skill is not enough, see you next time, bye-bye!" pour se moquer de vous. Le mot "Fail" remplace "Game Over" dans l'expression populaire durant la fin des années 90 sur le web. On ne savait pourquoi gens disait "You fail it!" pour dire "t'es nul", "t'as perdu". Le linguiste Ben Zimmer a découvert que c'est le jeu "Blazing Star" qui a remis à la mode le mot "fail".